# Fourcigny
Fourcigny – miejscowość i gmina we Francji, w regionie Hauts-de-France, w departamencie Somma.
Według danych na rok 1990 gminę zamieszkiwały 123 osoby, a gęstość zaludnienia wynosiła 27 osób/km² (wśród 2293 gmin Pikardii Fourcigny plasuje się na 874. miejscu pod względem liczby ludności, natomiast pod względem powierzchni na miejscu 917.).